# Gustavo Dezotti
Gustavo Abel Dezotti (Monte Buey, 14 februari 1964) is een voormalig voetballer uit Argentinië, die als aanvaller uitkwam voor achtereenvolgens Newell's Old Boys, Lazio Roma, US Cremonese, Club León, Atlas Guadalajara, Quilmes AC en Defensor Sporting.

## Interlandcarrière
Dezotti kwam tussen 1988 en 1990 tot zeven officiële interlands (één doelpunt) voor Argentinië. Onder leiding van bondscoach Carlos Bilardo maakte hij zijn debuut voor de nationale ploeg op 12 oktober 1988 in de vriendschappelijke wedstrijd tegen Spanje (1-1) in Sevilla. Hij viel in die wedstrijd na 76 minuten in voor Claudio Caniggia. Dezotti nam met zijn vaderland deel aan het WK voetbal 1990 in Italië, waar hij drie duels speelde. In de finale tegen West-Duitsland (1-0) kreeg hij in de slotfase een tweede gele kaart, waardoor hij voortijdig naar de kant moest.

## Erelijst
Newell's Old Boys
- Primera División

1988